# Mercedes-Benz O405
Mercedes Benz O405 — 12-метровий частково або повністю низькопідлоговий автобус для міських перевезень, що вироблявся компанією Mercedes-Benz у 1983—2002 роках. Наразі виробництво цих машин припинене. Ця модель — коротка версія зчленованої 18-метрової моделі Mercedes O 405 G. Ці автобуси є і експлуатуються у таких країнах: Угорщина; Німеччина; Швейцарія; Румунія; Австрія; Болгарія; Сербія; Росія; Англія; деяких країнах Азії; Китай; Сингапур; Австралія. У 1990-х роках випускалися колекційні міні-моделі автобуса Mercedes O 405N.
Автобус Mercedes O 405 має модифікацію Mercedes O 405N, відмінні конструктивні особливості якої є:
- панорамне лобове скло і склоочисники один-над-одним
- відсутність сходинок у передній частині і одна при вході у задній

Інші модифікації:
- Mercedes Benz MkII
- Mercedes Benz MkI
- Mercedes Benz O 405 NH — випускався Evobus для Австралії. Автобус зовсім нового стилю побудови, повністю низькопідлоговий , з новою лінзовою світлотехнікою і обшивкою кузова
- Mercedes Benz O 405 G — зчленована модель різних модифікацій, включених до o 405; низькопідлоговий у більшості модифікацій, має великий строк служби; уміщує 170 пасажирів, дуже вигідний для мегаполісів.

## Описання моделі

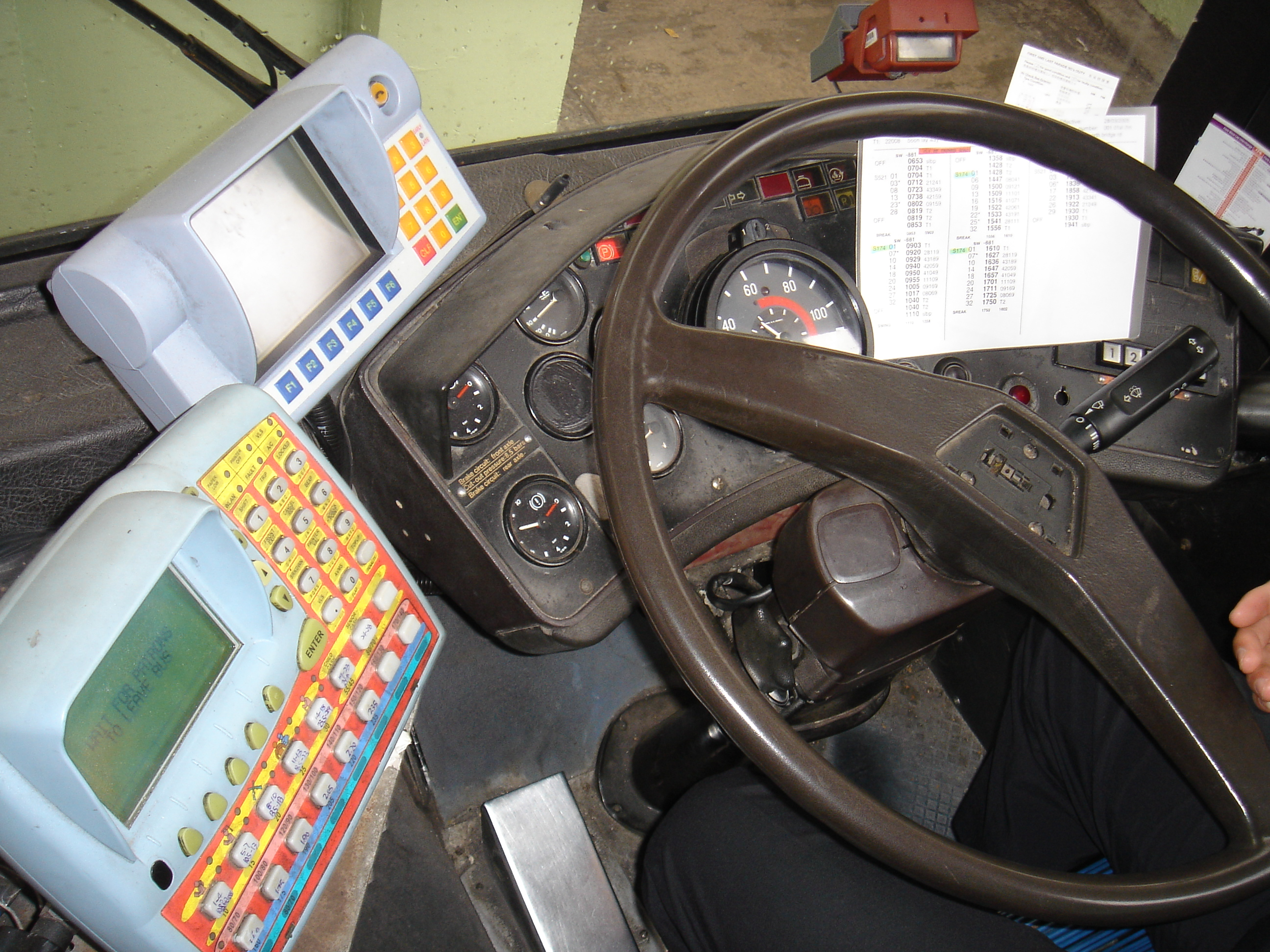
Кабіна водія

Модифікації Mercedes-Benz O405 загалом мало відрізняються від основної моделі за габаритними параметрами — моделі O405 мають у довжину від 11,5 до 12.2 метрів, у ширину 2.50 метра і у 3.08 у висоту. Кузов автобуса одноповерховий, вагонного компонування, тримальний. Кузов не відрізняється незвичним дизайном — він цілком «квадратного» типу. Кузов автобуса може бути з нахилом угору зпереду до заду, що відіграє роль у типі автобуса, у частковості самої підлоги. Передок автобуса прямий, світлотехніка представлена двома фарами з кожного боку з'єднаного або роз'єднаного (лише модифікація O 405NH має роз'єднані фари). Фари можуть бути оснащені лінзами, їх переважно ставлять на новіші моделі. Також є протитуманні фари. Бампер у автобуса — зварний, великого розміру і чітко окреслений, якраз у нього і вмонтовуються фари; бампер номінально розділений на верхню і нижню частину; на верхній розташовується емблема Mercedes Benz. Вітрове скло у автобуса вигнуте, безколірне і розділене, склоочисники переміщаються за допомогою важелів; панорамне лобове скло з усіх модифікацій має лише модель O 405 N. Бокові дзеркала кріпляться до боковин, праве дзеркало зроблене у стилі «вуха зайця», ліве цілком звичайне. Боковини автобуса покриті цинком і металопластиком (вторинне покриття). Кузов автобуса загалом дуже стійкий до корозії, на боковини часто клеїться реклама. Інша світлотехніка, як габаритні вогні мають високу яскравість, тому автобус добре видимий у темну пору доби. Маршрутовказівників у автобуса є щонайменше 3: зпереду і ззаду і один закріплений біля бокового вікна посередині салону. Вони можуть бути механічними (оснащуються підсвіткою) або електронними (як додаткова опція, не у усіх моделей), наприклад стандартний Mercedes-Benz O 405 G може їх мати по замовленню. Автобус може бути як напів- так і повністю низькопідлоговий, і це залежить від нахилу кузова. Стандартний О405 не має сходинок до салону з передніх дверей, однак має одну з середніх. O405N має не нахилений кузов, тому не має сходинок до салону. Дверей у автобуса дві штуки (задніх немає через велику кількість сидячих місць у задній частині салону). Настил підлоги автобуса — з тонкого лінолеуму, що має блестки на підлозі, що світяться при попаданні на сонце. Сидячі місця м'які, роздільного (у задній частині суміжного) типу. Задвичай у лівій частині їх по два на ряд, у правій по одному. Поручні або сталеві, або пластикові, покриті чорною полімерною фарбою, можуть бути оснащені шкіряними тримачами. Вертикальних поручнів приблизно стільки, скільки і горизонтальних — їх встановлюють через ряд. У салоні є один збірний майданчик (біля входу у середні двері), де можуть бути обладнані місця для перевезення інвалідів (проте у базової моделі ця можливість відсутня через сходинку). У задній частині салону сидячих місць значно більше, їх 5 з самого заду і по 4 на один ряд, деякі з цих сидінь встановлені на сходинці (з нахиленим кузовом). Кондиціонування здійснюється за допомогою зсувних кватирок і обдувних люків. Кабіна водія відокремлена від салону, хоча перегородка може зніматися у моделі O 405N. Панель приладів зі склопластику, клавіші легко читаються і кожна має індвивідуальну підсвітку. Спідометр класичний, «Мерседесівський», великого розміру, випуклий, з великою білою стрілкою показу розрахований на 125 км/год . Важіль повороту і включення склоочисників знаходиться зправа, він об'єднаний у «мультиджойстик». Автобус оснащений двигуном Mercedes Benz OM447h потужністю 151—157 кіловат. Місткість автобуса варіюється у залежності від його модифікацій і становить 95—110 чоловік, з яких сидячих 28—40 місць. Бокові вікна у базової моделі незатоновані, можуть тонуватися на замовлення, у нових модифікацій вікна затоновані або синім або коричневим кольорами.
Переваги моделі:
- невибагливість автобуса, довгий строк служби кузова і ходової частини
- низька підлога, зручна для маломобільних груп громадян, вагітних жінок та малих дітей
- велика кількість сидячих місць у салоні
- вікна затоновані синьою фарбою, що добре захищає від сонця
- шкіряні ручки на поручнях, поручні тонкі, «охолоджуючі»
- об'єднання важелів повороту і включення склоочисників у один мультиджойстик, пов'язаний зі встановленням переговорної рації у кабіні водія (конструктивне рішення)

## Технічні характеристики
| Модель                                                 | Mercedes Benz O405 і усі модифікації                                                       |
| Призначення                                            | міський автобус                                                                            |
| Випускався                                             | 1983—2002 рр                                                                               |
| Довжина, метри                                         | 11.1—12.2                                                                                  |
| Ширина по модлінгу, метри                              | 2.50                                                                                       |
| Висота, метри                                          | 3.08 (у більшості модів)                                                                   |
| Дорожні просвіт по довжині, мм                         | 320…355 (залежно від нахилу кузова)                                                        |
| Кузов                                                  | вагонного компонування, цілком «квадратний», тримальний                                    |
| Гарантійний строк роботи кузова, не менше              | 20 років                                                                                   |
| Обшивка кузова                                         | цинк (первинна), металопластик (вторинна)                                                  |
| Споряджена маса, тони                                  | 9.85                                                                                       |
| Повна маса, тони                                       | 17.7                                                                                       |
| Колісна формула                                        | 4×2                                                                                        |
| Двері                                                  | одно і двостворчасті, поворотно-розсувного типу                                            |
| Підлога                                                | наполовину або повністю низькопідлоговий, висота 36—46 сантиметрів залежно від модифікації |
| Настил підлоги у салоні                                | лінолеум                                                                                   |
| Сидячих місць, штук                                    | 28—40                                                                                      |
| Сидіння (пасажирські)                                  | роздільного типу, м'які                                                                    |
| Поручні                                                | зі сталі, з шкіряними ручками (горизонтальні)                                              |
| Повна місткість автобуса, чол                          | 95—110                                                                                     |
| Кабіна водія                                           | коротка, може бути закритого типу                                                          |
| Рульове керування                                      | ZF Servocom                                                                                |
| Коробка передач                                        | 6-ступінчаста, ZF або Voith                                                                |
| Двигун і потужність двигуна                            | OM447h (151, 157 квт) OM447h (177 квт) OM447hII (184 квт) OM447hLA (184 квт)               |
| Максимальна швидкість при повному завантаженні, км/год | 80                                                                                         |
| Максимальна швидкість при порожньому салоні, км/год    | 90                                                                                         |
| Розгін 0—40 км/год за, сек                             | 13                                                                                         |
| Шини                                                   | 275/80R×22.5                                                                               |
| Ціна на автобус 1991 року випуску, Євро                | 6300                                                                                       |

## Фотографії

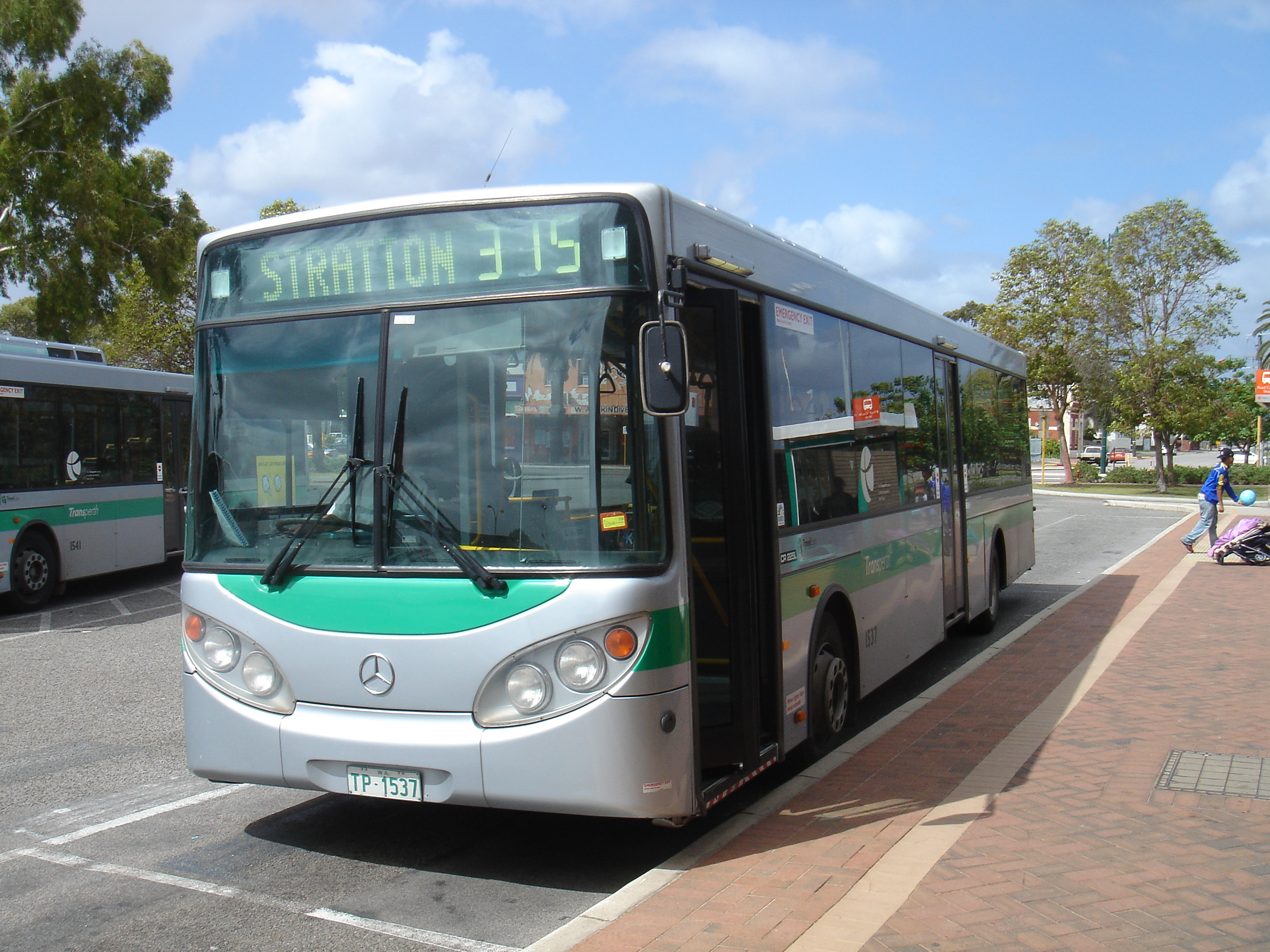
O 405NH У Перті
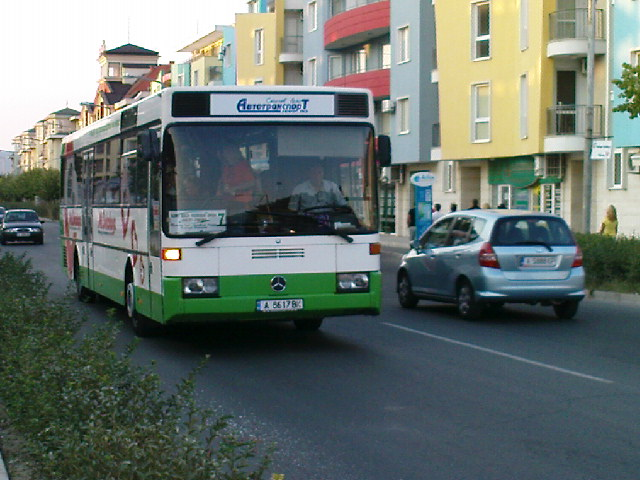
O 405N у Варні
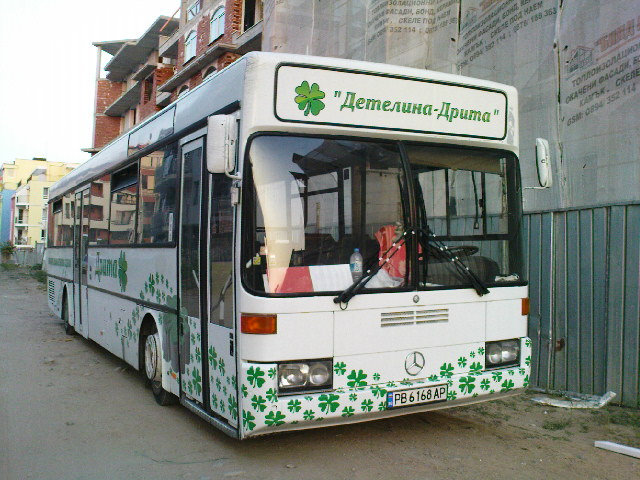
11.7 метровий O 405 виробництва початку 1990-х років
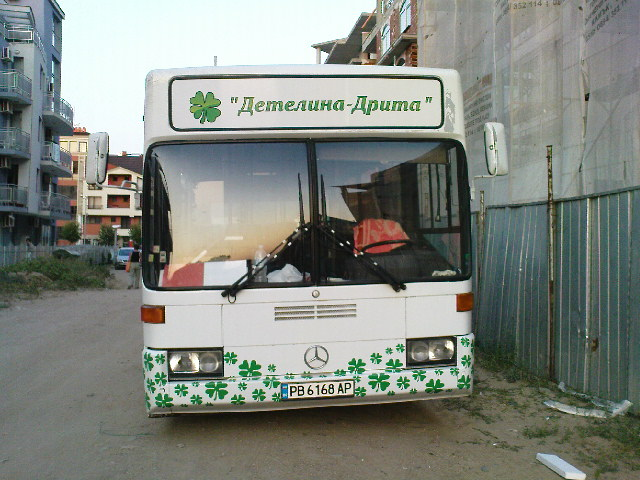
Передок
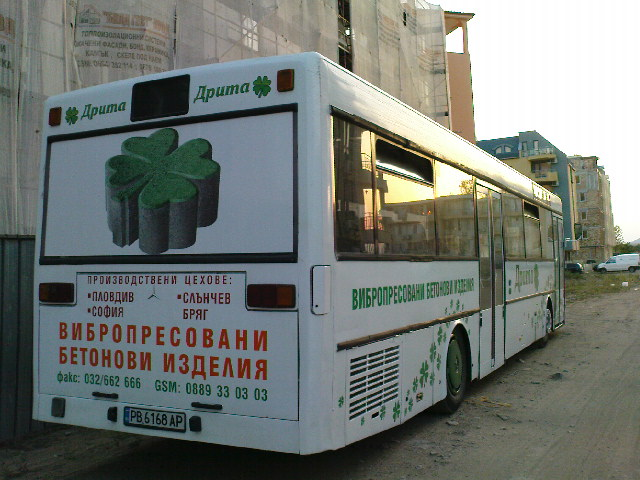
Задня панель
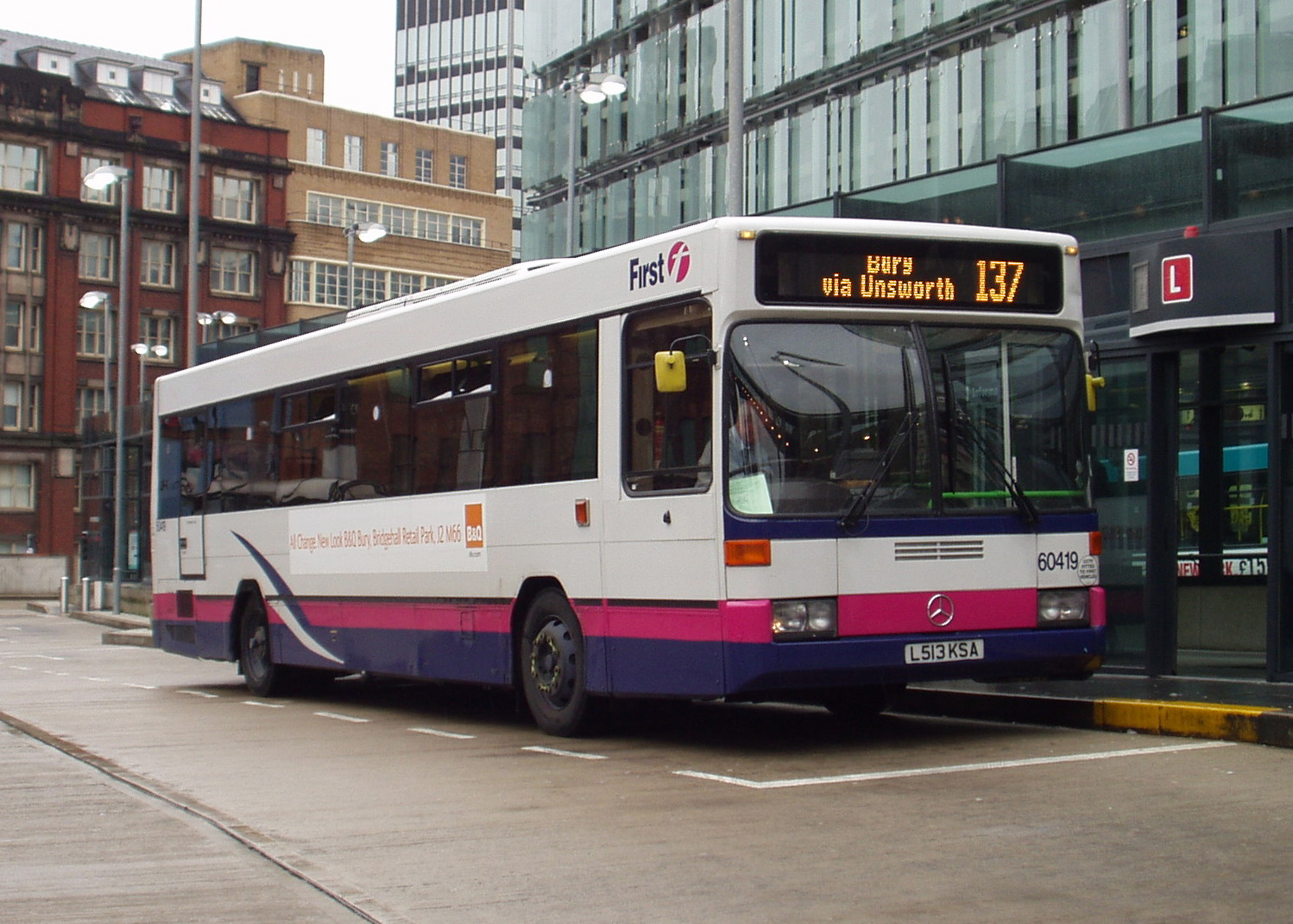
11.7 метровий у Манчестері, Англія
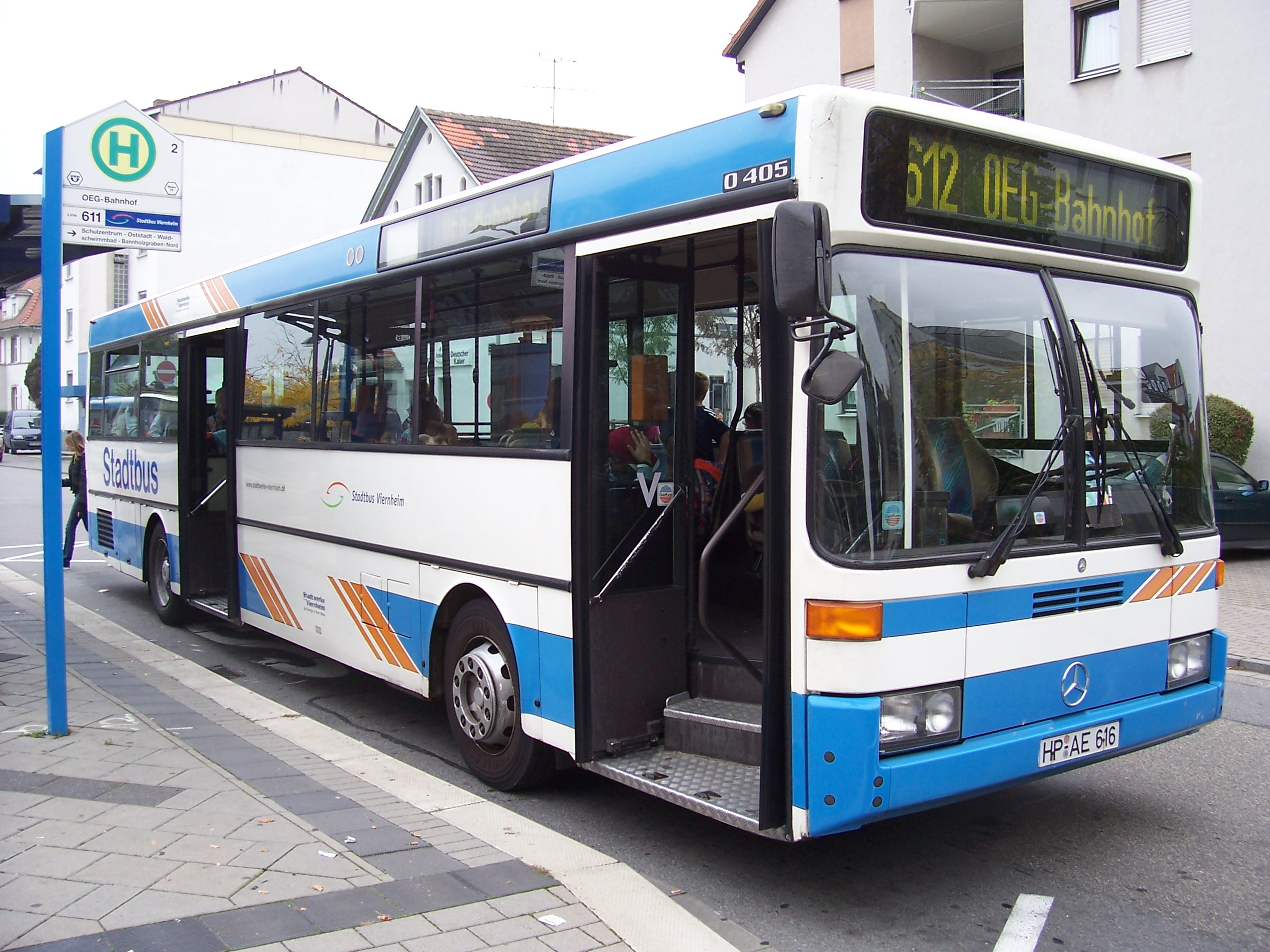
У Вернхайні, Німеччина